# Xã York, Quận Tama, Iowa
Xã York (tiếng Anh: York Township) là một xã thuộc quận Tama, tiểu bang Iowa, Hoa Kỳ. Năm 2010, dân số của xã này là 509 người.